# Finkey Ferenc
Finkey Ferenc (Sárospatak, 1870. január 30. – Sárospatak, 1949. január 23.) magyar jogtudós, egyetemi tanár, koronaügyész, az MTA tagja.

## Élete
Finkey Pál gimnáziumi tanár hatodik gyermekeként született. Nagyon korán jutott árvaságra. 1872-ben édesapját kolerajárvány, édesanyját pedig „szívszakadás” miatt veszítette el.
Alsóbb iskolai tanulmányait és a Református Jogakadémiát szülővárosában végezte az utolsó félévet – a kolozsvári Ferenc József Tudományegyetemen. 1892 januárjában itt szerzett jogi doktorátust.
Nagy feltűnést keltett első, 1895-ben megjelent „Az egység és többség tana a büntetőjogban” című monográfiája, amelyben a Kúria gyakorlatát bírálva adott iránymutatást a bűnhalmazat körüli viták egységes alapon történő megoldására a bírói gyakorlatban. Ezt a monográfiát nyújtotta be a kolozsvári egyetem jogi karán kezdett habilitációs eljárásához. A próbaelőadás elengedésével a kar egyhangú dicsérettel habilitálta, 1896-ban a büntetőjog és az eljárási jog magántanára lett. Ugyanebben az évben, augusztus 25-én feleségül vette Radácsy György jeles sárospataki teológiai tanár hat lánya közül a legidősebbet, a 19 esztendős Radácsy Erzsébetet. Gyermekük nem született.
Állami ösztöndíjjal – a büntető intézetek tanulmányozása érdekében – 1899–1900-ban nyugat-európai, 1909-ben svájci, 1910-ben egyesült államokbeli tanulmányutat tett.
Sátoraljaújhelyen és Poprádon töltött ügyvédjelölti gyakorlat és egyéves kassai katonai szolgálat után, jogászi pályafutását 1893 októberétől a sárospataki Jogakadémián a büntetőjog és a jogbölcselet helyettes tanáraként kezdte, és 1894-ben rendkívüli, 1896-ban nyilvános rendes tanárként folytatta A kiváló előadó nagy hangsúlyt helyezett a gyakorlati oktatásra: hallgatóit a sátoraljaújhelyi és budapesti esküdtszéki tárgyalásokra, javítóintézetekbe és fegyházakba is elvitte. 1912-től a kolozsvári egyetem első büntető-eljárásjogi professzora, 1915 szeptemberétől 1921-ig pedig az újonnan alapított pozsonyi Erzsébet Egyetemen a büntetőjog és a bűnvádi eljárás rendes tanára lett. Utóbbi felsőoktatási intézményben 1917–1918-ban a Jogtudományi Kar dékánja, 1918 áprilisától néhány hónapig az egyetem rektora, majd az egyetem Pécsre és a fővárosba mentésének aktív segítője. Az I. világháború utáni trianoni határváltozások és Pozsonyból történő kiutasítása következtében 1921 szeptemberétől a Szegedre menekült volt kolozsvári egyetemre került, ahol két tanéven át rendes nyilvános tanárként oktatott, és 1923 májusáig a szegedi egyetem büntetőjogi tanszékét vezette. Elhagyva a tanári pályát, május 15-től az igazságügy szolgálatába szegődött. Előbb koronaügyész-helyettes, 1930 októberétől kúriai tanácselnökként a büntetőtanács vezetője, végül 1935 júniusától 1940-ben történt nyugdíjazásáig koronaügyészként (ma legfőbb ügyész) tevékenykedett. Utóbbival egyidejűleg hivatalból a felsőház tagja és 1936-tól 1940-ig kérvényezési bizottságának elnöke lett. 1940. február végén vonult nyugalomba, ebben az évben a szegedi egyetem díszdoktorává avatták. Az igazságügy-miniszter megbízásából – új kinevezéssel – elvállata a Fiatalkorúak Budapesti Felügyelő Hatóságának elnöki tisztségét, amit 1942 és 1944 között töltött be. Fővárosi lakása a bombázások során megsemmisült, ezért 1945-ben visszaköltözött Sárospatakra.
79 éves korában, 1949. január 23-án, szülővárosában halt meg, és ugyanott családi sírboltban temették el. Emlékének ápolására 1991 februárjában megalakult a Finkey Ferenc Bűnügyi Reform Társaság, és 2000-ben az Országos Ügyészi Egyesület Finkey Ferenc-díjat alapított.

## Munkássága, kutatási területe
Finkeyt a szakma a büntetőjog – amelynek mindhárom ágát művelte – kiemelkedő szaktekintélyének ismerte és ismeri el. Az anyagi büntetőjog prominens képviselője, a büntetőeljárás liberális irányzatának híve, a büntetéstan alapjainak megteremtője, a következetes és humánus büntetés-végrehajtás szószólója volt. Első jelentősebb munkája 1895-ben jelent meg Az egység és többség tana a büntetőjogban címmel, ez adta alapját a magántanári képesítés elérésének. A továbbiakban egymás után írta a tudományos alapossággal megalkotott, kiváló szakkönyveket, tanulmányokat, több mint 360 művet. Közülük kiemelkedik A magyar büntetőeljárás tankönyve (1899-ben), és az 1902-től öt kiadást megért A magyar büntetőjog tankönyve. 1904-ben publikálta első érdemibb börtönügyi tanulmányát a Büntetési rendszerünk egyszerűsítése témakörben, 1908-ban pedig A tételes jog alapelvei és vezéreszméi című jogbölcseleti kézikönyvet. A rendkívül termékeny jogtudós cikkeinek és tanulmányainak lelőhelyét a következő szakfolyóiratok adják: Sárospataki Lapok, A Jog, Jogtudományi Közlöny, Büntetőjog Tára, Magyar Jogász Újság, Jogállam, Bünügyi Szemle, Miskolci Jogászélet, Bírák és Ügyészek Lapja, Jogászegyleti Értekezések, Magyar Jogi Szemle stb.
Szellemi teljesítményei elismeréséül 1908-ban, a korszak nagy tekintélyű jogászainak – Wlassics Gyulának és Balogh Jenőnek – ajánlásával a Magyar Tudományos Akadémia levelező tagjává, majd 1929-től rendes, 1938-tól tiszteleti tagjává választották. 1927-től 1937-ig a tudós testület Jogtudományi Bizottságának ügyvezető elnöki teendőit is ellátta. Kétszer nyerte el az Akadémia díját: 1913-ban jogfilozófiai kézikönyvéért a Kautz Gyula-díjat, 1921-ben A magyar büntetőeljárás tankönyve című, több bővített kiadásban megjelent munkájáért a Marczibányi-jutalmat. 1916 januárjában királyi udvari tanácsosi, 1936 novemberében magyar királyi titkos tanácsosi címmel, nyugdíjba vonulása alkalmából a Magyar Érdemrend nagykeresztjével tüntették ki. Egyetemi jogtanári, bírói, koronaügyészi hivatása mellett több társadalmi, szakmai egyesületben is szerephez jutott. 1932-tól 1937-ig az Országos Bírói és Ügyvédi Vizsgabizottság helyettes elnöke, 1938-tól 1940-ig elnöke. Ezek mellett társelnöke volt a Magyar Büntetőjogi és Kriminológiai Társaságnak, elnöke a Sárospataki Diákok Szövetségének, tagja a Magyar Jogászegyletnek és a Nemzetközi Büntetőjogi Egyesületnek. A Református Egyház presbiteri és aljegyzői feladatait is ellátta.

## Közéleti, társasági tevékenysége
A sárospataki diák Gyorsírókör, Tornaegylet, Zeneegylet, Olvasókör elnöke (1887—1891); Országos Patronage Szövetség vál. tagja; Pozsonyi Patronage Egylet vál. tagja (1915-), alelnöke (1917—); Pozsonyi Pártfogók Körének elnöke (1916—); Pataki Diákok Orsz. Szövetsége Budapesti Egyesülete elnöke. 

## Egyházi tisztségei
Presbiter Sárospatakon (1912-ig), Pozsonyban (1915—1921), Bp.-en a budahegyvidéki egyházközségben (1944-ig); alsózempléni egyházmegye világi aljegyzője; tiszáninneni ref. egyházkerület világi aljegyző; zsinati pótképviselő (1904—1907); szlovenszkói tiszáninneni ref. egyházkerület tanácsbírája (1920— 1922); dunamelléki ref. egyházkerület tanácsbírája (1925—), a M. Prot. írod. Társ. tagja.

## Akadémiai tagsága
- az MTA levelező tagja (1908)
- az MTA rendes tagja (1929).
- az MTA tiszteletbeli tagja (1938)

## Díjai, kitüntetései
- MTA Kautz Gyula-díja (1913),
- m. kir. udvari tanácsos (1916. jan.)
- Az MTA Marczibányi-jutalma (1922)
- m. kir. titkos tanácsos (1936. nov.)
- Magyar Érdemrend nagykeresztje (1940)

## Emlékezete
Emlékének ápolására 1991 februárjában megalakult a Finkey Ferenc Bűnügyi Reform Társaság, és 2000-ben az Országos Ügyészi Egyesület Finkey Ferenc-díjat alapított.
Sírja Sárospatakon a református temetőben található (12, N/A, 1, Finkey sírkert)

## Művei
- Az egység és többség tana a büntetőjogban (Sárospatak, 1895).
- A magyar büntetőeljárás tankönyve (Bp., 1899).
- A magyar bűntetőjog tankönyve. Budapest : Politzer, 1902. 752 p.
- A magyar büntető eljárás tankönyve. Budapest : Politzer Zs. és fia, 1903. 584 p.
- A börtönügy jelen állapota és reformkérdései. (Bp., 1904).
- A magyar bűntetőjog tankönyve. Budapest : Politzer, 1905. 899 p.
- A magyar büntető eljárás tankönyve. Budapest : Politzer, 1908. 651 p.
- A tételes jog alapelvei és vezéreszméi : a jogbölcsészet, mint alapvető és összefoglaló (általános) jogtudomány kézikönyve egyetemes fejlődéstörténeti alapon. Budapest : Grill, 1908.
- Fiatalkorú bűntettesek és a modern törvényhozás. Budapest : Franklin, 1909. 57 p.
- A magyar büntetőjog tankönyve. Budapest : Politzer, 1909. 869 p.
- A jogtalanság mint a büntetendő cselekmény ismérve  székfoglaló értekezés : olvastatott a M. Tud. Akadémia 1909. márczius 8-iki ülésén. Budapest : Magyar Tudományos Akadémia, 1909. 76 p.
- A csavargás, koldulás és iszákosság törvényhozási szabályozásához. Budapest : Révai és Salamon Ny., 1910. 32 p.
- A motivumok értékesitése a legujabb büntető törvényjavaslatokban. Budapest : Pfeifer F., 1910. 50 p.
- Az északamerikai büntetőjog mai vezéreszméi és reformintézményei felolvasta az 1911. január 9-iki ülésen. Budapest : Magyar Tudományos Akadémia, 1911. 71 p.
- Az északamerikai reformatoryk tanulságai / Finkey Ferenc. [S.l.] : [s.n.], [s.a.]. [2], 126-153. p.
- A büntetőjogi szakképzés reformja : különösen a büntető és nyomozó hatóságok kiképzése a kriminológiai követelések folytán rájuk váró új feladatok megoldására. Budapest : Nemzetközi Büntetőjogi Egyesület Magyar Csoportja, 1913. 29 p.
- A fiatalkorúak büntetőjoga Észak-Amerikában Budapest : Athenaeum, 1913. 279 p.
- A magyar büntetőjog tankönyve. Budapest : Grill, 1914. 907 p.
- A felek fogalma és köre a büntetőjogi per mai elméletében. Pécs : Wessely és Horváth Ny., 1914. 46 p.
- A sajtóról szóló 1914. évi XIV. törvénycikk : a végrehajtási rendelet teljes szövegével. Pécs : Wessely és Horváth, 1914. 207 p.
- A magyar büntető perjog tankönyve (Bp., 1916).
- Die Aufgaben der Kriegsfürsorger : in der am 26. Juni 1917 abgehaltenen Konferenz der Pozsonyer städtischen Kriegsfürsorge-Kommission vorgetragen. Pozsony : Druck. Ungermayer, 1917. 31 p.
- Büntetés és nevelés  felolvasta 1921. május 9-én. Budapest : Magyar Tudományos Akadémia, 1922. 97 p.
- A jogakadémiák megszüntetése és a jogi oktatás gyökeres reformja. Budapest : Pallas Rt. Nyomdája, 1923. 10 p.
- A magyar anyagi büntetőjog jelen állapota (Bp., 1923)
- A törvénysértés fogalma a büntető jogegységi perorvoslatban. Budapest : Pallas, 1924. 53 p.
- Binding Károly k. tag emlékezete. Budapest : Magyar Tudományos Akadémia, 1926. 31 p.
- Anyagi igazság és téves jelszavak a büntetőeljárásban. Budapest : Magyar Jogi Szemle, 1927. 51 p.
- A fiatalkorúak felügyelő hatóságának feladata és tagjainak munkaköre. Budapest, 1927. 28 p.
- A kir. ügyészség teendői az új büntető novellával kapcsolatban. Budapest : Szerző, 1928. 21 p.
- Büntetőjogunk megújhodása. Szeged : Városi Ny, 1937. 37 p.
- A politikai bűncselekmények és a büntetőtörvénykönyv  felolvastatott a II. osztálynak 1927 február 27-iki ülésén. Budapest : Akadémia, 1927. 34 p.
- Visszaemlékezés a Kossuth Lajos sárospataki diákságának százados fordulóján. Miskolc : Magyar Jövő Ny, 1928. 20 p.
- A börtönügy haladása az utolsó száz év alatt (Bp., 1930).
- Emlékezés Kövy Sándor halálának századik évfordulóján. Miskolc : Ludvig Ny, 1930. 18 p.
- Büntetéstani problémák Budapest : [Magyar Tudományos Akadémia], 1933. 312 p.
- Adatok a bűntettesek jellemcsoportjainak megállapításához (Bp., 1933).
- A XX. század büntetési rendszerének reformkérdései : az Országos Bírói és Ügyészi Egyesület Kaposváron, 1935. szeptember 15-én tartott közgyűlésén felolvasta. Budapest : Stádium, [1935]. 30 p.
- Bírói függetlenség – betü-zsarnokság. Szeged : Szeged Városi Nyomda és Könyvkiadó Rt, 1935. 22 p.
- Büntető perorvoslati rendszerünk revisiójához. [Kecskemét] : Első Kecskeméti Hírlapkiadó, 1935. 37 p.
- Ügyészi függetlenség és anyagi igazság. Budapest : Franklin, 1936. 29 p.
- Jelszavak harca a tüntetőtörvénykönyvek revíziója körül  felolvasta a II. osztály 1936. december 7-én tartott ülésén. Budapest : Magyar Tudományos Akadémia, 1937. 37 p.
- Finkey Ferenc m. kir. titkos tanácsos, ny. koronaügyész ünnepi beszéde Budapesten, a Szent Margitszigeti Tompa Mihály emlékmű leleplezésén, 1940. szeptember 28.. Budapest : Szkfv. Háziny, 1940. 27 p.
- Szemelvények dr. Finkey Ferenc nyug. koronaügyész, tiszt. egyetemi tanár kisebb szakdolgozataiból, 1890-1940. Budapest : [s.n.], 1940. 159 p.
- A bűnösség fogalom a világi büntetőjogban. Budapest : Franklin, 1941. 468-475. p.
- Vargha Ferenc emlékezete. Budapest : Attila Nyomda, 1941. 52 p.
- Az 1843-i büntetőjogi javaslatok száz év távlatából (Bp., 1942).
- Az 1792. évi büntetőtörvényjavaslat 150. évfordulója. Debrecen : Studium, 1942. 25 p.
- Alkossunk törvényt az igazságügyi patronázsegyletekről és a letartóztató intézetekből kibocsátottak utógondozásáról. Budapest : Attila Ny., 1943. 32 p.
- Patronázs munka és a Fiatalkorúak Felügyelő Hatósága. Budapest : Attila Ny., 1943. 18 p.